# مقاطعة نيلسون (داكوتا الشمالية)
نيلسون (بالإنجليزية: Nelson)‏ هي إحدى مقاطعات ولاية داكوتا الشمالية في الولايات المتحدة الأمريكية.